# Jakub Kučera
Jakub Kučera (* 28. ledna 1997 Brno) je český profesionální fotbalista, který hraje na pozici středního záložníka za klub FC Hradec Králové. Je bývalým mládežnickým reprezentantem.

## Klubová kariéra
Jakub Kučera je odchovancem akademie Zbrojovky Brno, ale v týmu vydržel jen jednu sezonu. Svůj ligový debut si odbyl v závěru zápasu proti Dukle, v roce 2016. Na druhý zápas v české nejvyšší soutěži čekal šest let.

#### FK Blansko (hostování)
Zbrojovka vypůjčila Kučeru do třetí ligy. V Blansku poprvé nabral cenné zkušenosti z dospělého fotbalu. Svými výkony si zajistil následující angažmá v druhé lize

#### MFK Vítkovice (hostování)
Od sezóny 2017–2018 začal pravidelně nastupovat v druhé lize. Oba své góly vsítil při vysoké výhře 5:0 nad Frýdkem Místkem. Vítkovice ale skončily na předposledním 15. místě. Od sestupu je zachránily problémy Olympie Radotín, jenž ztratila profesionální status.

### Znojmo
V sezóně 2018–2019 definitivně opustil Zbrojovku Brno. V druholigovém Znojmě se taktéž stal stabilním členem základní sestavy. Pak ale přišlo vážné zranění kolene a skončila pro něj nejen tato sezóna, ale i podzimní část té následující. Znojmo navíc sestoupilo.

### Líšeň
Po náročném období dostal na začátku roku 2020 šanci na restart kariéry v Líšni. Nicméně pandemie covidu–19 přerušila soutěž. V sezóně 2020/2021 se stal skutečnou oporou ve velmi vydařené sezóně Líšně. Kučera nevynechal jedinou minutu sezóny až do posledního zápasu, do kterého kvůli trestu za žluté karty nenastoupil. S týmem obsadil druhé místo, bohužel pro ně výjimečně nebylo kvůli opatřením v předešlé sezóně postupové. Následující podzim byl v Líšni jeho poslední.

### Hradec Králové
Nováček v nejvyšší soutěži si Kučeru v zimním přestupovém období 2022 vyhlédl. A Jakub Kučera je stálým členem hradeckého tymu. V únoru 2024 podepsal prodloužení smlouvy do roku 2027. Ke květnu 2025 překonal hranici 100 odehraných utkání v první lize.